# Honda ATC200

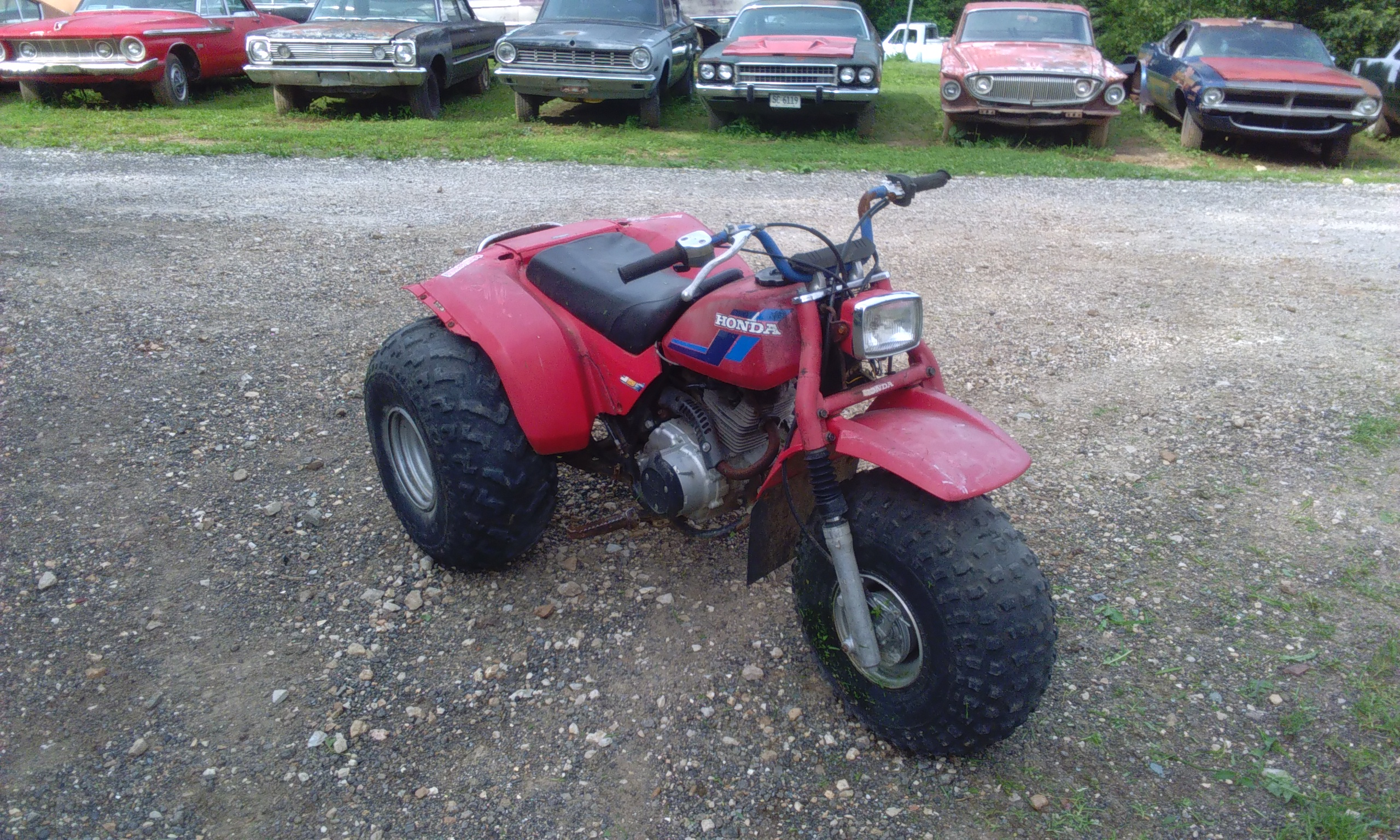
Honda ATC200 (1984)

El Honda ATC200 se introdujo en 1981, siendo el modelo superior en la gama de trimotos todoterreno del fabricante japonés. Se produjo hasta 1987. En los seis años de producción, se realizaron seis revisiones, que a menudo se vendieron al mismo tiempo. En conjunto, Honda produjo más de 530.000 vehículos ATC200, convirtiéndose en el líder del mercado de vehículos ligeros todoterreno y en uno de los modelos más reconocidos.

Todos los modelos ATC200 estaban equipados con un motor de cuatro tiempos OHV de 192 cc refrigerado por aire. Las variaciones entre modelos incluyen la suspensión, distintas transmisiones, opciones de arranque eléctrico, bastidores, y equipo estándar. Todas las máquinas, con la excepción de la ATC200X de arranque a patada más deportiva, venían con arrancadores Recoil-Pull, que permanecieron cuando se proporcionó el arranque eléctrico. Todos los modelos excepto el ATC200X contaban con frenos de tambor delantero y traseros.

## Línea ATC200
|                                                                                              | En producción | Propósito | Arranque eléctrico | Doble rango | Marcha atrás | Eje/Cadena | Suspensión delantera | Suspensión trasera | Portaequipajes   |
| -------------------------------------------------------------------------------------------- | ------------- | --------- | ------------------ | ----------- | ------------ | ---------- | -------------------- | ------------------ | ---------------- |
| ATC200                                                                                       | 1981-83       | Recreo    | No                 | No          | No           | Cadena     | 1983 solo            | No                 | Opcional         |
| ATC200E                                                                                      | 1983-84       | Trabajo   | Sí                 | Sí          | No           | Cadena     | Sí                   | No                 | F/T Estándar     |
| ATC200ES                                                                                     | 1984          | Trabajo   | Sí                 | Sí          | Sí           | Barra      | Sí                   | No                 | F/T Estándar     |
| ATC200M                                                                                      | 1984-85       | Recreo    | Sí                 | No          | No           | Cadena     | Sí                   | No                 | Trasero estándar |
| ATC200S                                                                                      | 1984-86       | Recreo    | No                 | No          | No           | Cadena     | Sí                   | No                 | Opcional         |
| ATC200X                                                                                      | 1983-87       | Deportivo | No                 | No          | No           | Cadena     | Sí                   | Sí                 | N/A              |
| Información proporcionada a través de los manuales de servicio de Honda - Véanse referencias |               |           |                    |             |              |            |                      |                    |                  |

El ATC200, lanzado en 1981 y vendido durante tres años, presentaba una transmisión semiautomática de 5 velocidades con embrague automático y cadena. En 1983 se le añadió suspensión delantera, una característica que todos los modelos de 200 cc continuarían teniendo durante el resto del período de producción. Los portaequipajes delanteros y traseros eran elementos opcionales del distribuidor. Honda realizó una investigación del mercado de accesorios del ATC, que determinó que sus productos se estaban utilizando para actividades comerciales y agrícolas, y lo adaptó para esas necesidades.
El ATC200E "Big Red" incorporaba una transmisión semiautomática de 5 velocidades, con doble rango secundario (conocido como "Sub-Misión" en Publicidad) y transmisión final de cadena. También contaba con suspensión delantera, pero mantenía un eje trasero rígido. Fue la evolución natural de los ATC anteriores utilizados para aplicaciones comerciales, y estaba diseñado para servir de vehículo de trabajo. También se introdujo el arranque eléctrico y los portaobjetos delanteros y traseros eran equipo estándar.
El ATC200ES "Big Red", producido en 1984, fue una evolución adicional del ATC200E, agregándole la marcha atrás. Todavía no contaba con suspensión trasera, pero se sustituyó la cadena por una barra. Contaba con una transmisión de doble rango de embrague automático de 5 velocidades. Era un vehículo todoterreno ligero de trabajo equipado con arranque eléctrico, y los portaequipajes delantero y trasero volvieron a ser equipo estándar.
El ATC200M se lanzó en 1984, incluyendo suspensión delantera, una transmisión de rango simple de embrague automático de 5 velocidades y transmisión final por cadena. El arranque eléctrico también se incorporó al modelo de gama media, destinado a atraer a los usuarios recreativos, como campistas, cazadores y pescadores. Venía de serie con un portaequipajes trasero para carga.
El ATC200S, producido entre 1984 y 1986, fue el modelo base de la línea de 200 cc. No tenía suspensión trasera ni transmisión final por cadena. El arranque eléctrico nunca se ofreció como una opción para este modelo y no venía de serie con los portaequipajes, pero estaban disponibles como opción. Tenía la misma transmisión de embrague automático de 5 velocidades.
El ATC200X, que se ofreció de 1983 a 1987, es el modelo comercializado durante más tiempo en la línea de 200 cc. También era el más exclusivo, ya que se diseñó para un uso deportivo. Se utilizó para la clase de carreras ATC de 200 cc.
Si bien el motor es el mismo que en los modelos recreativos/utilitarios, presentaba sutiles cambios de ajuste, arranque a patada, una transmisión manual única de 5 velocidades y transmisión final de cadena. No disponía de portaequipajes de fábrica y contaba con una suspensión completa con ajuste deportivo (horquillas telescópicas delanteras/monoshock traseras), siendo el único modelo con esta característica. También era el único modelo de 200 cc que contaba con frenos de disco, tanto en la parte delantera como en la trasera.